# Stanisław Lesikowski
Stanisław Lesikowski ps. „Las” (ur. 21 kwietnia 1906 w Tucholi, zm. 15 lub 26 lipca 1944 w obozie koncentracyjnym Stutthof) – podoficer Wojska Polskiego, komendant okręgu Polskiej Armii Powstania (PAP), następnie obwodu Armii Krajowej (AK) Kościerzyna.

## Życiorys

### Pierwsze lata życia
Jako dziecko wykazywał zdolności malarskie i kreślarskie. Należał do Związku Harcerstwa Polskiego. Uczył się w Seminarium Nauczycielskie w Tucholi, jednak w źródłach pojawiają się sprzeczne informacje, że je ukończył. Dzięki zdolnościom artystycznym władze pomogły mu dostać się na kursy artystyczno-malarskie w Bydgoszczy.
Przypuszczalnie w 1927 roku powołano go do odbycia zasadniczej służby wojskowej w 16 Pomorskiej Dywizji Piechoty. Nie mogąc przez długi czas znaleźć pracy jako nauczyciel odbył trzyletni kurs optyczny. Po ukończeniu kursu pracował jako optyk w Kartuzach, Gdyni (od 1938) i Kościerzynie. W 1931 roku ożenił się ze Stefaną Szefler ps. „Jaskółka”. Para miała dwie córki: Teresę (ur. 1932) i Lidię (ur. 1938).
Pod koniec sierpnia 1939 roku został przydzielony do 66 Kaszubskiego Pułku Piechoty. Prawdopodobnie przed wybuchem II wojny światowej odbył szkolenie w zakresie działalności dywersyjno-wywiadowczej.

### II wojna światowa
Jako żołnierz Armii „Pomorze” walczył w bitwie nad Bzurą, stamtąd dotarł do Warszawy. Podczas obrony miasta został raniony w nogę. Po kampanii wrześniowej w ramach niemieckiej akcji wysiedleńczej został wywieziony do Generalnego Gubernatorstwa. Dzięki wsparciu rodziny Ostrowskich zdołał ukryć się przed Niemcami. W połowie października 1939 roku wrócił do Kościerzyny, gdzie utworzył zorganizowaną konspiracyjną komórkę wywiadowczą. 20 listopada 1939 roku został wysiedlony, z rodziną zatrzymał się w Niemojkach. Nie wiadomo, jak wyglądały jego pierwsze kontakty konspiracyjne. W Platerowie miał nawiązać kontakt ze Związkiem Walki Zbrojnej (ZWZ) lub Komendą Obrońców Polski w październiku 1939 lub w styczniu 1940 roku. Według zachowanych relacji miał również zetknąć się ze Organizacją Wojskową Związek Jaszczurzy za pośrednictwem Stanisława Jeutego ps. „Stach”, „Zachodni”, „Cezary”. Po odbyciu stażu otrzymał zadanie zorganizowania sieci konspiracyjnej na Pomorzu. Do zadania przystąpił w marcu 1940 roku, próbując nawiązać kontakty w Tucholi i Kościerzynie. W marcu 1940 roku osiadł w Kościerzynie, gdzie pracował jako malarz, a następnie jako pracownik kolejowy.

#### Pierwsze miesiące działalności w PAP
Mając kłopoty w nawiązaniu kontaktu z lokalnymi ogniwami ZWZ w pierwszej połowie 1941 roku nawiązał współpracę z PAP. Został komendantem rejonu Kościerzyna (na początku 1943 roku przekształconej w Komendę Okręgu PAP) oraz otrzymał stopień organizacyjny kapitana. Zdołał utworzyć dużą sieć konspiracji PAP w powiecie kościerskim. Lesikowskiemu podporządkowały się m.in. oddziały partyzanckie Jana Szalewskiego ps. „Soból” (latem 1943 roku) oraz Stanisława Miszkiera. Na skutek szybkiego rozwoju PAP objęło zasięgiem swojej działalności wiele miejscowości na Pomorzu. Lesikowski jako członek PAP był zaangażowany w działalność wywiadowczą.

#### Akcje dywersyjne na Pomorzu
Lesikowski zorganizował kilka udanych akcji bojowych na Pomorzu. Zasłynął przede wszystkim z przeprowadzenia akcji dywersyjnej na linii kolejowej Chojnice–Tczew w nocy z 8 na 9 czerwca 1942. Na skutek rozkręcenia torów doszło do wykolejenia pociągu pośpiesznego relacji Berlin–Królewiec w rejonie leśniczówki Cis w przysiółku Trzosowo w pobliżu Zblewa. W akcji uczestniczyły oddziały Szalewskiego (w innym źródle Jan Szalewski jest wymieniany jako współorganizator akcji) i Miszkiera. Przerwa w ruchu pociągów spowodowana wykolejeniem pociągów trwała niecałą dobę. Według dokumentów niemieckich w akcji rannych zostało kilkanaście osób, gdzie spośród nich palacz odniósł najcięższe obrażenia. Uczestnicy akcji dywersyjnej po wojnie twierdzili, że w wyniku akcji zginęli ludzie, a liczba rannych była o wiele większa niż podali Niemcy. Motyw przeprowadzenia ataku na pociąg jest nieznany. Na podstawie relacji byłych członków PAP akcja ta jest określana jako zamach na Adolfa Hitlera, który miał rzekomo przejeżdżać tą trasą, ale w ostatniej chwili zmienił plany. Na podstawie badań motyw ten uznano za niewiarygodny. Niemieckie władze okupacyjne zaskoczone akcją przez pierwsze dni zaliczali wydarzenie jako katastrofę kolejową i początkowo nie zastosowała represji wobec Polaków, co zachęciło Lesikowskiego do podjęcia się kolejnej akcji dywersyjnej.
W nocy z 20 na 21 czerwca 1942 roku Lesikowski wraz z grupą kolejarzy doprowadzili do wykolejenia pociągu wojskowego w rejonie mijanki w Kamiennej Karczmie. Według dokumentów niemieckich w wyniku ataku zginęło trzech żołnierzy Wehrmachtu, a ok. 20 odniosło rany. Według relacji partyzantów z PAP podczas ataku doszło również do ostrzelania pociągu. W wyniku walk miało zginąć czterech Polaków. Niemieckie dokumenty nie potwierdzają, jakoby doszło do ostrzału. Reichssicherheitshauptamt początkowo podejrzewał, że organizatorami akcji byli członkowie Komunistycznej Partii Niemiec. W dniach 27 czerwca, 1 i 6 lipca 1942 roku do obozu koncentracyjnego Stutthof trafiło kilkudziesięciu więźniów-zakładników, zatrzymanych za wykolejenia pociągów na Pomorzu. W styczniu 1943 roku gestapo dotarło do Stanisława Miszkiera i Hieronima Szymańskiego, który uczestniczyli w obu akcjach.
W 1999 roku historyk Andrzej Gąsiorowski zauważył, że obie akcje odbyły się w momencie nasilonej akcji germanizacyjnej na Pomorzu.
Według relacji Alojzego Jędrzejewskiego ps. „Dąbrowski”, „Jawor” latem 1943 roku Lesikowski planował również zorganizować zamach na gauleitera Okręgu Rzeszy Gdańsk-Prusy Zachodnie Alberta Forstera. W akcji mieli uczestniczyć wyłącznie Lesikowski i Jędrzejewski. Informacja ta nie została potwierdzona przez historyków.

#### Aresztowanie i śmierć
W 1943 roku Lesikowski nawiązał kontakt z AK. Zdaniem Jędrzejewskiego miało to mieć miejsce w połowie marca. Od kwietnia w mieszkaniu Lesikowskiego w Kościerzynie odbywały się rozmowy pomiędzy PAP a AK w sprawie scalenia obu organizacji. W sierpniu 1943 roku dokonano masowych aresztowań PAP. Po zatrzymaniach Lesikowski zdołał z częścią okręgu kościerskiego PAP dołączyć do AK. Według niepotwierdzonych informacji miał on kontynuować działalność wywiadowczą, w tym utrzymywać kontakt z wywiadem brytyjskim. W listopadzie 1943 roku został komendantem obwodu AK Kościerzyny.
W nocy z 24 na 25 kwietnia 1944 roku gestapo dokonało kolejnego aresztowania członków PAP. Wśród trzydziestu aresztowanych znalazł się także Lesikowski, którego Niemcy zatrzymali w jego mieszkaniu. Przyczyny jego aresztowania nie są znane. Według hipotez Niemcy otrzymali informację o Lesikowskim za sprawą jednego z wcześniej aresztowanych członków PAP, który załamał się podczas śledztwa, według innej został wydany przez rodzinę jednego z zesłanych do obozu koncentracyjnego Stutthof w odwecie za atak na pociąg w nocy z 8 na 9 czerwca. Według innego źródła gestapo trafiło na ślad Lesikowskiego dzięki odnalezionym w Dąbrowie dokumentom, które pozostawili partyzanci uciekający przed aresztowaniem. Podczas przesłuchiwania w Gdańsku Lesikowski był torturowany oraz został oślepiony. Przez niecałe dwa miesiące przebywał w celi nr 2 w więzieniu gdańskim przy Neugarten 27. Celę dzielił z Leonem Łanieckim, emisariuszem łączności zagranicznej Komendy Głównej AK, oraz Janem Biangą, członkiem Tajnej Organizacji Wojskowej „Gryf Pomorski”, który przeszedł na stronę gestapo. Bianga miał za zadanie przekazywać gestapo treść rozmów pomiędzy Lesikowskim i Łanieckim. W więzieniu Lesikowski świadomie otruł się mydłem i trafił do szpitala, skąd planował uciec.
Lesikowski i Łaniecki trafili do obozu koncentracyjnego Stutthof. Prawdopodobnie doraźny sąd policyjny w Gdańsku skazał Lesikowskiego na karę śmierci jeszcze przed wywiezieniem do obozu. Lesikowski został osadzony w bloku nr 13. 15 lub 26 lipca 1944 roku Lesikowski i Łanicki zostali powieszeni na szubienicy obozowej (według innego źródła obaj mieli zostać rozstrzelani).
Lesikowski został pochowany na cmentarzu na Zaspie w Gdańsku.
W 1948 roku został pośmiertnie oznaczony Orderem Krzyża Grunwaldu III klasy.